# Cécile de France
Cécile de France sinh ngày 17 tháng 7 năm 1975 là nữ diễn viên người Bỉ.

## Cuộc đời và Sự nghiệp
Chị sinh tại Namur, Wallonie, Bỉ. Năm 17 tuổi, chị sang Paris học kịch nghệ với Jean Paul Denizon trong 2 năm, sau đó vào học "École Nationale Supérieure des Arts et Techniques du Théâtre" (Trường cao đẳng Nghệ thuật và Kỹ thuật Sân khấu quốc gia). Chị học ngành Kịch 3 năm (từ 1995 tới 1998) ban đầu ở "rue Blanche" (phố Blanche) Paris, sau đó ở Lyon.
Chị được Dominique Besnehard phát hiện và bắt đầu diễn xuất trong các phim Pháp như L'Art (délicat) de la séduction (2001) và Irène (2002).
Sự nghiệp đột phá của chị bắt đầu từ phim giật gân kinh dị Haute Tension (2003) (tên Anh: Switchblade Romance, tên Mỹ: High Tension), thành công khắp thế giới. Chị được các nhà sản xuất phim Hollywood để ý tới và được mời diễn vai chính đầu tiên trong phim Mỹ  Around the World in 80 Days (2004), chung với Jackie Chan.
Chị đã đoạt Giải César cho nữ diễn viên triển vọng cho vai diễn trong phim L'Auberge espagnole (2002), và Giải César cho nữ diễn viên phụ xuất sắc nhất trong phim Les Poupées russes (2005).

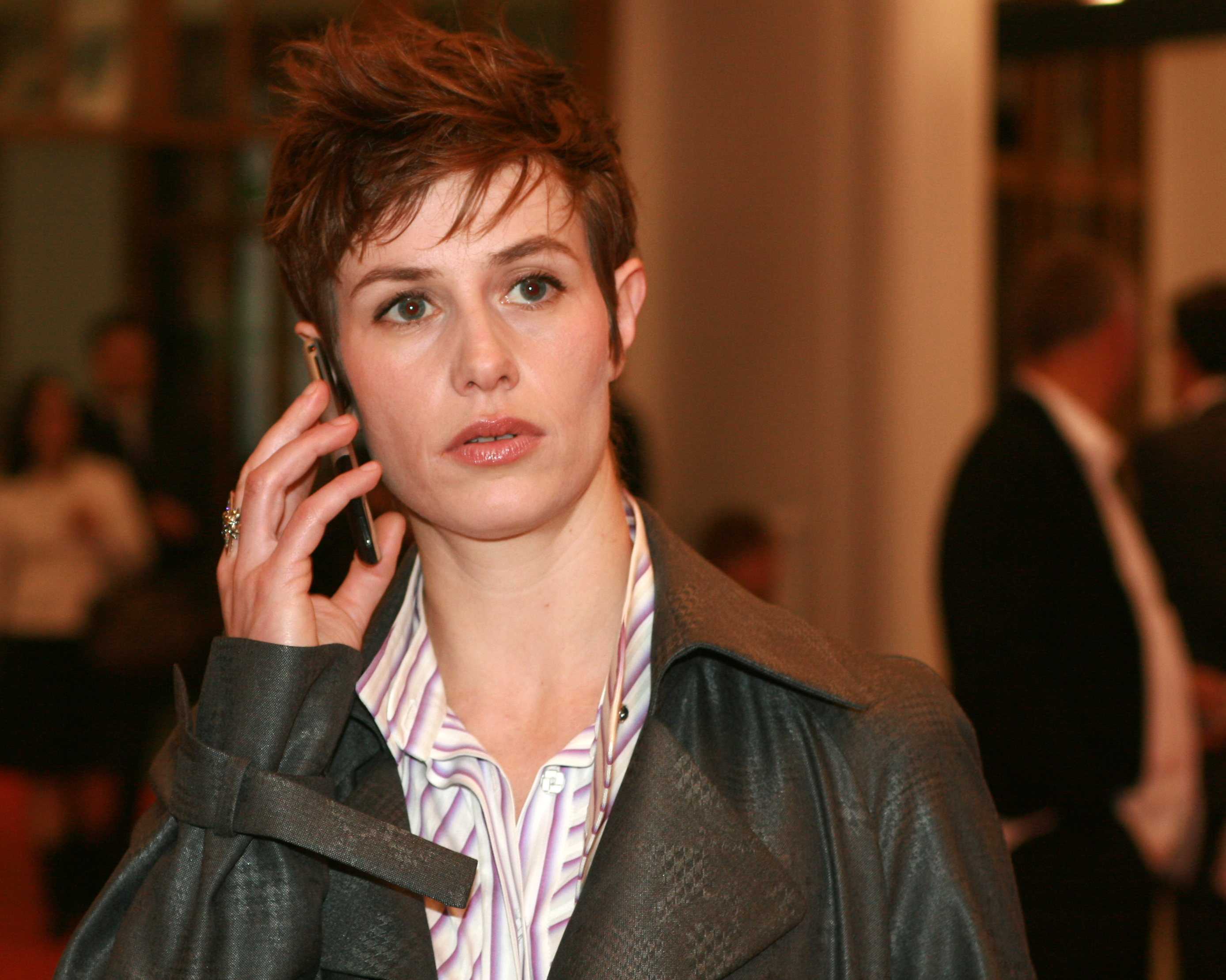
Cécile de France tại buổi chiếu ra mắt phim Soeur Sourire

## Danh mục phim và kịch

### Phim
- 1999: Toutes les nuits của Eugène Green
- 2000: Petites joies lointaines của Marco Nicoletti
- 2001: L'art (délicat) de la séduction của Richard Berry
- 2002: Pot Luck (L'auberge espagnole) của Cédric Klapisch
- 2002: A+ Pollux, của Luc Pagès
- 2002: Irène, của Ivan Calbérac
- 2003: I, Cesar (Moi César, 10 ans ½, 1m39) của Richard Berry
- 2003: High Tension (Haute Tension) của Alexandre Aja
- 2003: Kaena: The Prophecy (Kaena, la prophétie), phim hoạt hình của Xilam Films (chị cho mượn giọng tiếng Pháp Kaena, giọng gốc là Kirsten Dunst)
- 2004: Around the World in 80 Days của Frank Coraci
- 2005: The Russian Dolls (Les poupées russes) của Cédric Klapisch
- 2006: When I Was a Singer (Quand j'étais chanteur) của Xavier Giannoli
- 2006: Bad Faith (Mauvaise foi) của Roschdy Zem
- 2006: Orchestra Seats (Fauteuils d'orchestre) của Daniele Thompson
- 2007: A Secret (Un secret) của Claude Miller
- 2007: Gone for a Dance (J'aurais voulu être un danseur) của Alain Berliner
- 2008: Mesrine: L'instinct de Mort (Mesrine: Killer Instinct) của Jean-François Richet
- 2009: Soeur Sourire của Stijn Coninx
- 2009: Où est la main de l’homme sans tête của Guillaume & Stéphane Malandrin.
- 2010: Hereafter của Clint Eastwood

### Phim ngắn
- 1997:  Tous nos vœux de bonheur, của Jean-Pierre Améris
- 1998:  Bon appétit, của Patrice Bauduinet
- 1999:  Le dernier rêve, của Emmanuel Jespers
- 2001:  Le mariage en papier, của Stéphanie Duvivier
- 2001:  Loup !  của Zoé Galeron
- 2002:  3 jours, 3 euros của Fernand Berenguer
- 2002:  Nervous break down, của Emmanuel Jespers
- 2002:  Il était une femme, của Marc Saubain
- 2002:  La nuit du 6 au 7, của Patrice Bauduinet
- 2002:  Les calamars n'écoutent plus la radio, của Patrice Bauduinet
- 2004:  A tes souhaits, Video nhạc, của Emilie Chedid

## Truyền hình
- 1997: La balle au bond, của William Crépin
- 1998: Le juge est une femme - tập " L'usine du père Noël", của Pierre Boutron
- 2001: Nana, của Edouard Molinaro

## Kịch
- 1996: Dormez je le veux của Georges Feydeau, do Benoît Blampain đạo diễn
- 1996: Une palette rouge sang bủa Valeria Moretti, do Jean Paul Denizon đạo diễn
- 1996: Le songe d'une nuit d'été của William Shakespeare, do Pierre Pradinas đạo diễn
- 1997: Variations Strindberg-Feydeau, do Nada Strancar đạo diễn
- 1998: Pour nous, do Serguei Issayev đạo diễn
- 1998: Tu serais un ange tombé du ciel exprès pour nous của N. Sadour & A. Vampilov
- 1999, 2000: Electre, của Sophocle, do Claudia Stavisky đạo diễn
- 1999: Le baladin du monde occidental của John Millington Synge, do Philippe Delaigue đạo diễn
- 2001: Mademoiselle Julie của August Strindberg, do Gwenaël Morin đạo diễn
- 2001: SC35C, của Jean-Michel Frère

## Giải thưởng
- 2000: Giải diễn xuất của Festival du Court Métrage de Bruxelles
- 2003: Giải Louis Lumière cho nữ diễn viên triển vọng nhất, phim L'auberge espagnole
- 2003: Ngôi sao vàng của đIện ảnh Pháp cho nữ diễn viên triển vọng nhất
- 2003: Giải César cho nữ diễn viên triển vọng, phim L'auberge espagnole
- 2005: Giải Romy Schneider
- 2006: Giải César cho nữ diễn viên phụ xuất sắc nhất, phim The Russian Dolls